# 趙顕娥
趙 顕娥（チョ・ヒョナ、またはチョ・ヒョンア、ヘザー・チョー、1974年10月5日 - ）は、大韓民国の実業家。韓進グループ代表取締役会長の趙亮鎬（チョ・ヤンホ）の長女。大韓航空前副社長。ナッツリターン事件後に韓進グループの子会社のKALＫホテルネットワークの登記役員として社長の身分で経営復帰したが、2018年4月22日に解任。2023年7月6日に조승연（チョ・スンヨン）と改名した。

## 学歴
- 京畿小学校
- 豫園学校 ハープ専攻
- ソウル芸術高等学校
- コーネル大学ホテル経営学部（アメリカ合衆国）（1999年）
- 南カリフォルニア大学経営大学院 経営学修士

## 略歴
1999年に韓進グループの航空ホテル免税事業部に入社。その後、アメリカの南カリフォルニア大学経営大学院にてMBAを取得。以後、大韓航空の機内食部門とホテル経営部門、客室事業部門の3つの事業を統括する。
2013年3月、大韓航空の副社長に昇進したが後述する騒動を起こし2014年12月に辞任した。この事件で財閥支配の強い韓国で国民の非難を浴びただけでなく、2014年12月30日に航空機安全阻害暴行罪と航空保安法違反などの罪で逮捕された。以後国内外で批判を浴び、2015年末には航空機での業務妨害などに対する処罰を大幅に強化したナッツリターン防止法が成立するに至った。
2018年1月13日、平昌オリンピック聖火ランナーの伴走をしていたことが報道された。
2018年3月29日、韓進グループの系列会社KALホテルは定期株主総会を開き、登記理事に選任する案件を議決。韓進グループの経営陣に復帰し、KALホテルネットワークの社長となることが決定した。
2018年4月22日、趙顕娥の妹の不祥事などを受け、趙亮鎬会長は趙顕娥についてもグループ企業の役職から外すことを表明した。前日の21日には、家族が海外で購入した私物を国内に持ち込む際に関税を支払っていなかった容疑で、韓国関税庁が自宅などの家宅捜索を行った。その後、関税法違反の罪で起訴。2019年6月13日、仁川地方裁判所は懲役8月、執行猶予2年の判決を下した。
2019年4月、父親である趙亮鎬が死去。弟の趙源泰がグループの経営トップを継承したが、趙顕娥が経営陣に復帰することはなかった。同年12月23日、顕娥側の弁護士事務所は声明を発表し、弟の源泰が家族で協力していくよう求めた父の遺訓に反していると批判。姉弟間の不協和音が表面化した。
2020年には、韓進グループのオーナー経営に反対してきた大株主でもある私募ファンドのKCGI、半島建設と共同で、現在の経営陣の刷新と専門家経営を求めることを明らかにしたが、3月27日の株主総会では、趙源泰会長の取締役再任が可決され、自身の案は否決された。
2023年7月6日にソウル家庭裁判所より조승연（チョ・スンヨン）への改名が認められた。

## 人物
コーネル大学のホテル経営学部時代の元同級生は、彼女について、目的意識が明確でリーダーシップがあり、自分の意見をはっきり言える人間だったと述べている。
同大学は富裕層が多く、親に一軒家を買ってもらったり、家賃が月2000ドルの部屋に住む学生がいる中、平均的な家賃のアパートを3人でシェア、目立ったブランド品も買うことなく堅実な生活ぶりだったという。また彼女は、裕福だからといって自分より下の人を見下す人ではなく、プライドを持って仕事をしており、後述の事件について彼女を怒らせるよほどのことがあったのではないかと述べている。
一方で後述する裁判には100万円を超えるような高級ブランド製コートを着用して臨んだり、会社関係者に意味不明の謝罪文を作成させたり、裁判中に嗚咽し続けたり泣き崩れたりするなど、奔放な行動も報じられていたが、実刑判決が下された。
2018年、当時の夫が日常的に暴力を受けたとして提訴。離婚訴訟となり、4年後に離婚が成立。子供の親権を得たが、1億円超の財産分与の支払いが生じた。

### ナッツリターン騒動
2014年12月5日（現地時間）、アメリカのジョン・F・ケネディ国際空港発韓国の仁川国際空港行きの自社機に搭乗した際、客室乗務員がマカダミアナッツを袋に入れたまま提供したことに腹を立て、機内で土下座を強要した。さらにサービス責任者を機内から降ろすよう指示。滑走路へ向かっていた機体を搭乗口まで引き返させた（ランプリターン）上、責任者を機内から降ろした。結局、大韓航空機はサービス責任者不在のまま、20分遅れで離陸した。
韓国の航空法では、航空機の乗務員の指示監督は機長にあると定められており、乗客であった副社長が乗務員を叱責し、降機させたことなどについて「越権行為」であるとして批判が巻き起こった。国土交通部も捜査に乗り出し、趙副社長を検察に告発。さらに捜査の過程で大韓航空側がこの便に乗務したチーフパーサーなどに虚偽の証言をするよう脅迫していたことも明らかになり、2014年12月30日、ソウル西部地検は趙を航空保安法違反と強要などの疑いで、また大韓航空の常務を従業員に虚偽の証言をするよう脅迫した疑いで逮捕した。さらに、この常務に捜査内容を漏らしたとして、国土交通部の調査官も逮捕されていたことも明らかになった。
裁判で裁判長は「職員を奴隷のように思わず、感情を調節できたならば、今回の事件は起きなかった」とし、趙が拘留中に書いたという数通の反省文についても、｢自ら考えたのではなく、会社関係者が考えたとみられる。本当に反省しているのかは疑問｣として、懲役1年の実刑を言い渡したが、趙は翌日に控訴している。
この事件の起訴状を入手した野党の徐瑛教議員が明らかにした所によると、この激高は、趙顕娥が途中で自らの誤りであることに気付くも、引っ込みがつかなくなった上での逆恨みだった、とのこと。
趙顕娥はこの事件の前にも複数の問題を起こしていた。
- 2013年4月、乗機した韓国の製鉄最大手ポスコの常務が、機内食のラーメンのスープが生煮えだったことに腹を立てて、客室乗務員に暴行を加える事件が発生。この際、社内の掲示板に「機内暴行は絶対あってはならないという社会的啓発効果を見た」とされる文章を掲載したが、自身がこのような事件を起こしたことによって、この文章について社会的非難を浴びた[32]。

## 家族

### 息子の兵役逃れ
- 2013年5月、会社から転勤辞令を受ける形でハワイ州へ行き、そこで双子の男児を出産。しかし、これについて、アメリカ合衆国の国籍を取得させることで『兵役逃れ』をしているのではないか、と批判されたこともあった[26][1]。

### 離婚訴訟
2010年に小学校の同級生だった美容整形外科の院長と結婚し双子をもうけたが、2018年4月に夫側から離婚と子どもの養育権を求める訴訟を起こされたほか、2019年2月には特殊傷害と児童虐待の疑いで告訴された。これに対して趙は夫がアルコール依存症であるために結婚生活が困難になったことと、また児童虐待には根拠がないとして、逆に夫を相手取り離婚と慰謝料を請求する訴訟を2019年6月に起こした。
2020年4月、趙は特殊傷害罪で有罪となり罰金300万ウォンの略式命令が下ったが、児童虐待については検察が嫌疑なしとした。2022年11月17日にはソウル家庭裁判所が離婚を認めた。趙へ夫に対して13億3000万ウォン（約1億3800万円）を財産分与として支払うよう命じたほか、双子の養育権は趙に認め、夫は子ども一人あたり月120万ウォンの養育費を支払うよう定めた。